# Carsia brunneofasciata
Carsia brunneofasciata är en fjärilsart som beskrevs av Hann. 1931. Carsia brunneofasciata ingår i släktet Carsia och familjen mätare. Inga underarter finns listade i Catalogue of Life.